# Симптом Форчгеймера
Симптом Форчгеймера (англ. Forchheimer spots) — клінічний симптом, який з'являється при кору, краснусі, скарлатині та інфекційному мононуклеозі. Являє собою енантему (висип на слизових оболонках) — маленькі червоні петехії, які висипають на м'якому піднебінні. Передують появі основного висипу на шкірі. Симптом не належить до патогномонічних, тому що з'являється при трьох хворобах, але допомагає в прогнозуванні подальшого клінічного перебігу цих хвороб. Названий на честь американського педіатра Фредеріка Форчгеймера (роки життя 1853—1913).